# Eccliseogyra performosa
Eccliseogyra performosa is een slakkensoort uit de familie van de Epitoniidae. De wetenschappelijke naam van de soort is voor het eerst geldig gepubliceerd in 1917 door de Boury.